# E.T. (film)

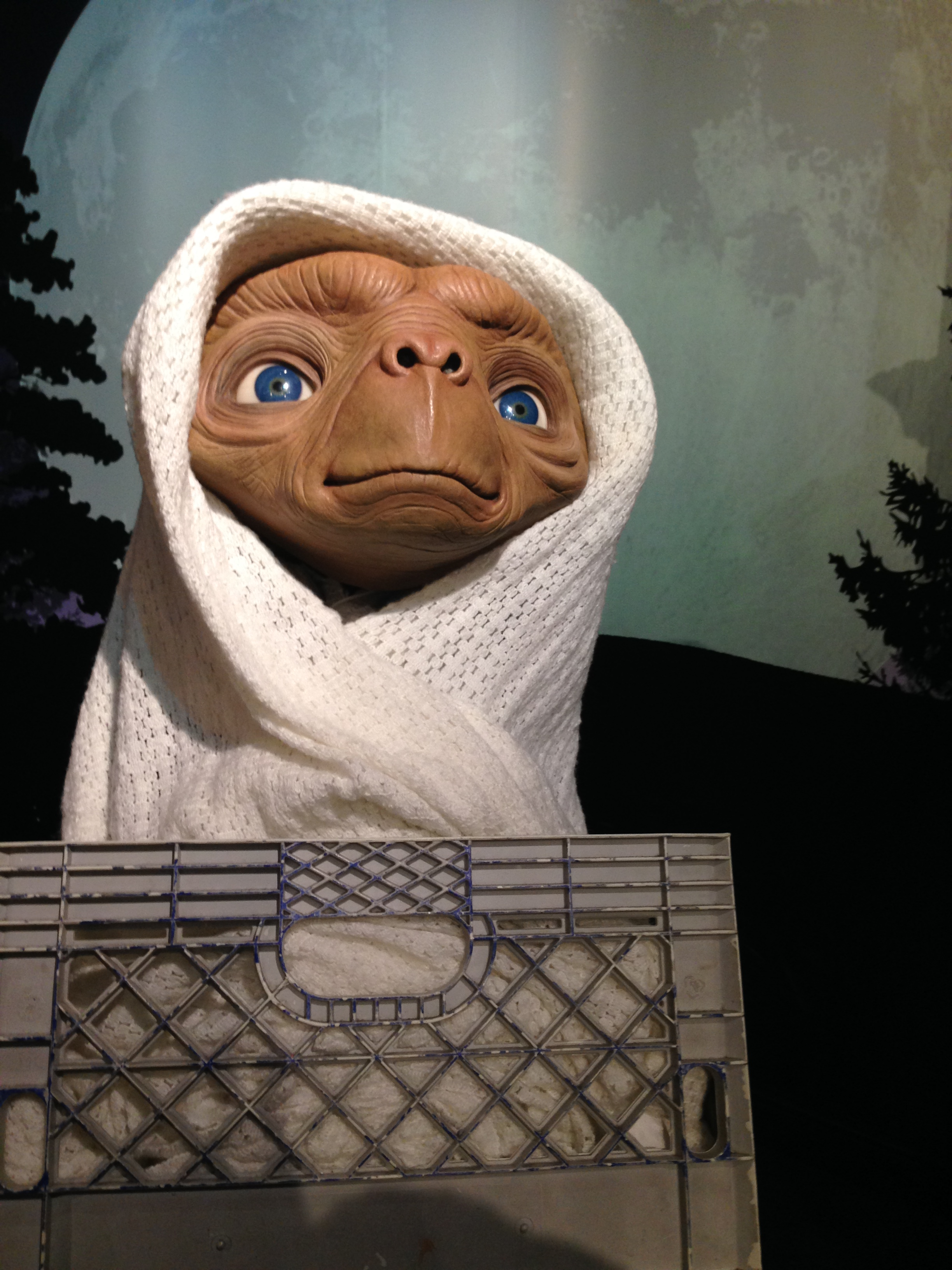
Figurka przedstawiająca tytułowego bohatera w bagażniku rowerowym Elliotta

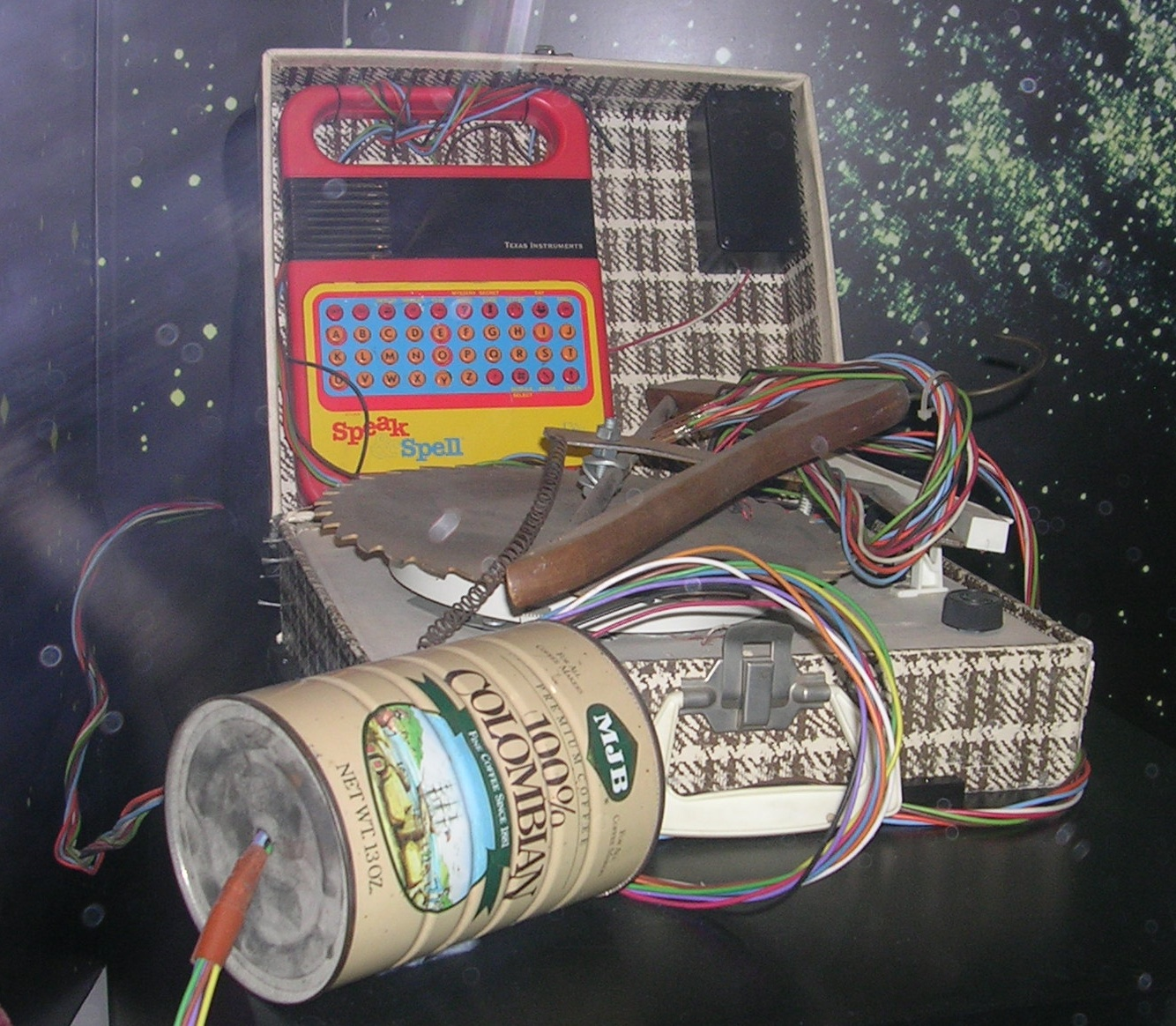
Komunikator używany przez E.T.

E.T. (E.T. the Extra-Terrestrial) – amerykański film fantastycznonaukowy z 1982 roku w reżyserii Stevena Spielberga, na podstawie scenariusza Melissy Mathison.

## Fabuła
Chłopiec o imieniu Elliott, w jednej z kalifornijskich rodzin, głęboko przeżywa rozwód rodziców. Zjawia się u niego przybysz spoza planety. Między dzieckiem a kosmitą zawiązuje się silna przyjaźń. Tytułowemu obcemu grozi niebezpieczeństwo ze strony naukowców i służb państwowych.

## Obsada
- Henry Thomas jako Elliott
- Tamara De Treaux jako E.T.
- Dee Wallace-Stone jako Mary
- Robert MacNaughton jako Michael
- Drew Barrymore jako Gertie
- Peter Coyote jako Keys
- K.C. Martel jako Greg
- Sean Frye jako Steve
- C. Thomas Howell jako Tyler
- David M. O’Dell jako uczeń
- Erika Eleniak jako piękna dziewczyna

## Nagrody i nominacje
Oscary za rok 1982
- Najlepsza muzyka – John Williams
- Najlepszy dźwięk – Robert Knudson, Robert Glass, Don Digirolamo, Gene Cantamessa
- Najlepszy montaż dźwięku – Charles L. Campbell, Ben Burtt
- Najlepsze efekty specjalne – Carlo Rambaldi, Dennis Muren, Kenneth F. Smith
- Najlepszy film – Steven Spielberg, Kathleen Kennedy (nominacja)
- Najlepsze zdjęcia – Allen Daviau (nominacja)
- Najlepsza reżyseria – Steven Spielberg (nominacja)
- Najlepszy montaż – Carol Littleton (nominacja)
- Najlepszy scenariusz oryginalny – Melissa Mathison (nominacja)

Złote Globy 1982
- Najlepszy film dramatyczny – Steven Spielberg
- Najlepsza muzyka – John Williams
- Najlepsza reżyseria – Steven Spielberg (nominacja)
- Najlepszy scenariusz – Melissa Mathison (nominacja)
- Odkrycie roku (aktor) – Henry Thomas (nominacja)

Nagrody BAFTA 1982
- Najlepsza muzyka – John Williams
- Najlepszy film – Steven Spielberg, Kathleen Kennedy (nominacja)
- Najlepsza reżyseria – Steven Spielberg (nominacja)
- Najlepszy scenariusz – Melissa Mathison (nominacja)
- Najlepsze zdjęcia – Allen Daviau (nominacja)
- Najlepsza scenografia/dekoracja wnętrz – James D. Bissell (nominacja)
- Najlepszy dźwięk – Charles L. Campbell, Gene S. Cantamessa, Robert Knudson, Robert Glass, Don Digirolamo (nominacja)
- Najlepszy montaż – Carol Littleton (nominacja)
- Najlepsze efekty specjalne – Dennis Muren, Carlo Rambaldi (nominacja)
- Najlepsza charakteryzacja – Robert Sidell (nominacja)
- Najbardziej obiecujący debiut aktorski w głównej roli – Drew Barrymore (nominacja)
- Najbardziej obiecujący debiut aktorski w głównej roli – Henry Thomas (nominacja)